# Bonifatiuskerk (Ter Idzard)

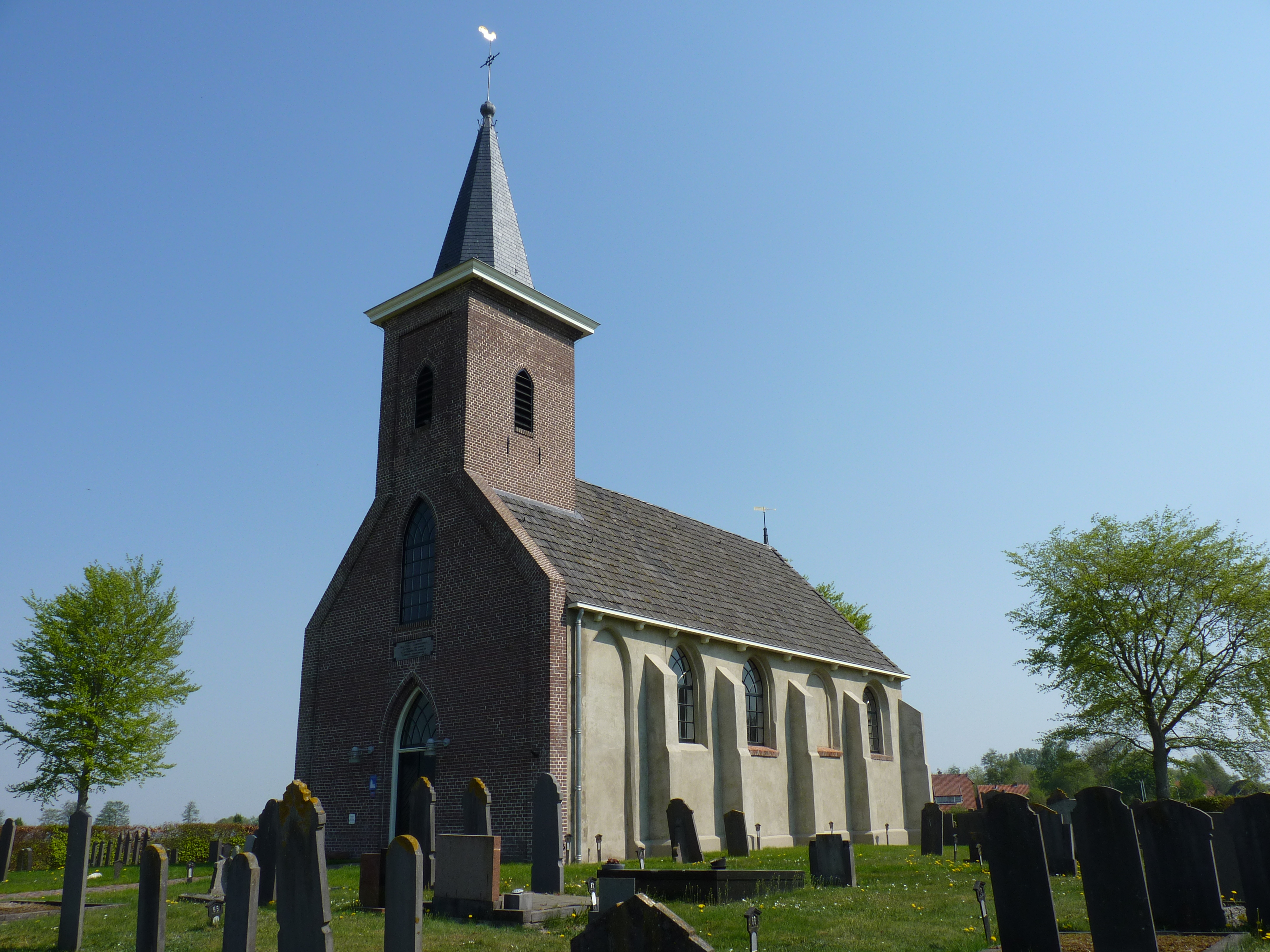
Bonifatiuskerk (2011)

Die Bonifatiuskerk ist ein Kirchengebäude in Ter Idzard in der niederländischen Provinz Friesland.

## Geschichte
Die spätgotische Kirche wurde zu Beginn des 16. Jahrhunderts errichtet und dem Heiligen Bonifatius geweiht. Nach Plänen von W. A. Scheenstra und H. Edinga bekam die Kirche einen Turm und einen neuen Westgiebel. Der Turm wurde 1926 um eine Spitze ergänzt.
Zur Ausstattung gehören drei Epitaphe der Familie Van Idzarda sowie eine Kabinettorgel aus der zweiten Hälfte des 19. Jahrhunderts, die 1937 durch Bakker & Timmenga eingebaut wurde.
Die Kirche wurde 1978 profaniert und befindet sich derzeit im Besitz der Stichting Alde Fryske Tsjerken. Sie wurde in den Jahren 2009/2010 restauriert und steht als Rijksmonument unter Denkmalschutz.